# Gronau (Baixa Saxônia)
Gronau é uma cidade da Alemanha localizada no distrito de Hildesheim, estado da Baixa Saxônia.
Pertence ao Samtgemeinde de Gronau.